# 羅伯特·C·普里姆
羅伯特·克萊·普里姆三世（英語：Robert Clay Prim III，1921年9月25日—2021年11月18日）是一名美國數學家和計算機科學家。

## 生平
普里姆於1921年9月25日出生於德克薩斯州斯威特沃特。1941年，普里姆獲得德克薩斯大學奧斯汀分校電機工程學士學位，並在那裡認識了他的妻子愛麗絲·哈特（Alice Hutter）。之後，他於1949年獲得普林斯頓大學數學博士學位，並於1948年至1949年在該校擔任助理研究員。
二戰期間，普里姆在通用電氣公司擔任工程師。1944年至1949年，他受聘於美國海軍軍械實驗室，先後擔任工程師和數學家。1958年至1961年，他在貝爾實驗室擔任數學研究主任。在那裡，普里姆開發了普里姆演算法。在貝爾實驗室任職期間，普里姆還曾於1951年協助沃爾特·麥克奈爾（Walter McNair）擔任主席的桑迪亞國家實驗室武器可靠性委員會的工作。離開貝爾實驗室後，普利姆成為桑迪亞國家實驗室的研究副總裁。
在貝爾實驗室工作期間，普里姆與同事約瑟夫·克魯斯卡爾開發了兩種不同的演算法（見貪婪演算法），用於尋找加權圖中的最小生成樹，這是計算機網路設計中的一個基本絆腳石。他自命名的普里姆演算法最初由數學家沃伊捷赫·亞爾尼克於1930年發現，後來由普里姆於1957年獨立發現。後來，艾茲赫爾·戴克斯特拉於1959年重新發現該演算法。它有時被稱為DJP演算法或亞爾尼克演算法。
2021年11月18日，普里姆在加利福尼亞州聖克利門蒂去世，享嵩壽100歲。

## 外部連結
- A History of Fundamental Mathematics Research at Bell Labs
- Sweetwater, Texas Chamber of Commerce （页面存档备份，存于）
- Dr. Robert Clay Prim - Bio/Description, IT History Society （页面存档备份，存于）
- A History of Exceptional Service in the National Interest, Sandia National Laboratories （页面存档备份，存于）
- 羅伯特·C·普里姆在數學譜系計畫的資料。